# Leslie Marr
Leslie Lynn Marr (Durham, 14 agosto 1922 – Gimingham, 4 maggio 2021) è stato un pilota automobilistico britannico.
Partecipò ai Gran Premi di Gran Bretagna nel 1954 e 1955 senza terminare le gare a punti.
Marr vinse nel 1955 la Cornwall MRC, gara di Formula 1 non valida per il Campionato Mondiale e terminò quarto il Gran Premio di Nuova Zelanda l'anno successivo.

## Risultati in Formula 1
| 1954 | Scuderia       | Vettura   |  |  |  |  |    |  |  |  |  | Punti | Pos. |
| ---- | -------------- | --------- |  |  |  |  | -- |  |  |  |  | ----- | ---- |
| 1954 | Pilota privato | Connaught |  |  |  |  | 13 |  |  |  |  | 0     |      |

| 1955 | Scuderia       | Vettura   |  |  |  |  |  |     |  |  |  | Punti | Pos. |
| ---- | -------------- | --------- |  |  |  |  |  | --- |  |  |  | ----- | ---- |
| 1955 | Pilota privato | Connaught |  |  |  |  |  | Rit |  |  |  | 0     |      |

| Legenda | 1º posto     | 2º posto | 3º posto    | A punti         | Senza punti/Non class.  | Grassetto – Pole position Corsivo – Giro più veloce |
| Legenda | Squalificato | Ritirato | Non partito | Non qualificato | Solo prove/Terzo pilota | Grassetto – Pole position Corsivo – Giro più veloce |